# Lonny Kellner

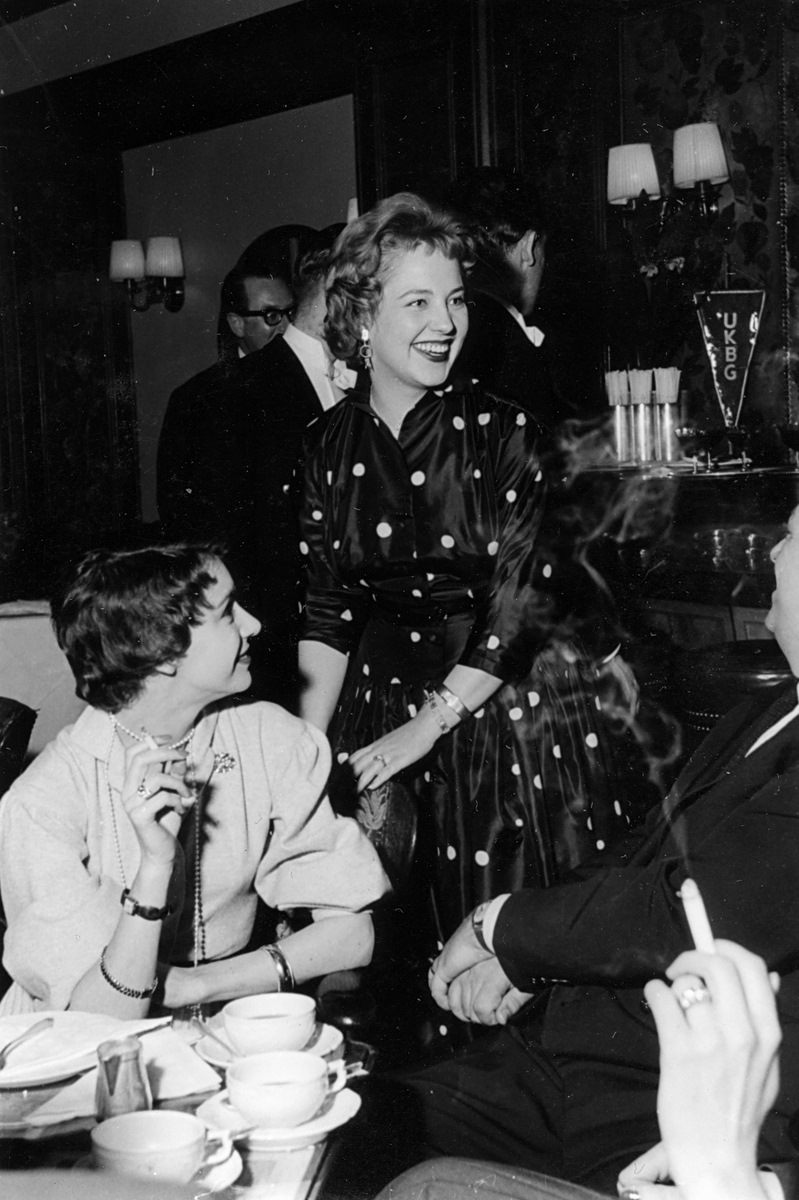
Lonny Kellner (in der Mitte) im Jahr 1955

Lonny Kellner-Frankenfeld (* 8. März 1930 in Remscheid; † 22. Januar 2003 in Hamburg) war eine deutsche Schauspielerin und Schlagersängerin der 1950er-Jahre. Sie schlug eine Karriere in den Vereinigten Staaten aus, um 1956 den Entertainer Peter Frankenfeld zu heiraten und neben der eigenen Karriere mit ihm bis zu dessen Tod 1979 zusammenzuarbeiten.

## Karriere

### Schauspielerin
Lonny Kellner wuchs in Remscheid auf, nahm nach ihrer Schulausbildung Schauspielunterricht und begann ein Gesangsstudium. Es folgten erste Rollen am Bonner Stadttheater und anschließend am Westfälischen Landestheater in Klassikern wie Minna von Barnhelm, Scampolo und Die versunkene Glocke.

### Sängerin
Durch Empfehlung von Kollegen konnte sie nach dem Zweiten Weltkrieg 1948 im Kölner NWDR-Funkhaus erstmals mit einigen Schlagern auftreten. Sie debütierte mit den Liedern Wenn ich dich seh’, dann fange ich zu träumen an und Gib mir einen Kuss durchs Telefon. Bald folgten Kabarettsendungen, Hörspiele und Orchesteraufnahmen in vielen Funkhäusern. Ihre ersten großen Hits Im Hafen von Adano und La-Le-Lu sang sie im Duett mit René Carol.
1952 hatte Kellner ihren ersten Filmauftritt als Schlagersängerin mit dem Song Manhattan-Boogie in dem Streifen Königin der Arena. Es folgten die Filme Tanzende Sterne, Das ideale Brautpaar, Blume von Hawaii, Geld aus der Luft, Keine Angst vor Schwiegermüttern und Auf Wiedersehen am Bodensee.
Mit Filmmusiktiteln wie So ein Tag, so wunderschön wie heute und Du, du, du, lass mein kleines Herz in Ruh erzielte sie große Erfolge. Es gelang ihr sogar, in die vorderen Ränge US-amerikanischer Charts vorzudringen.

### Ehe mit Peter Frankenfeld

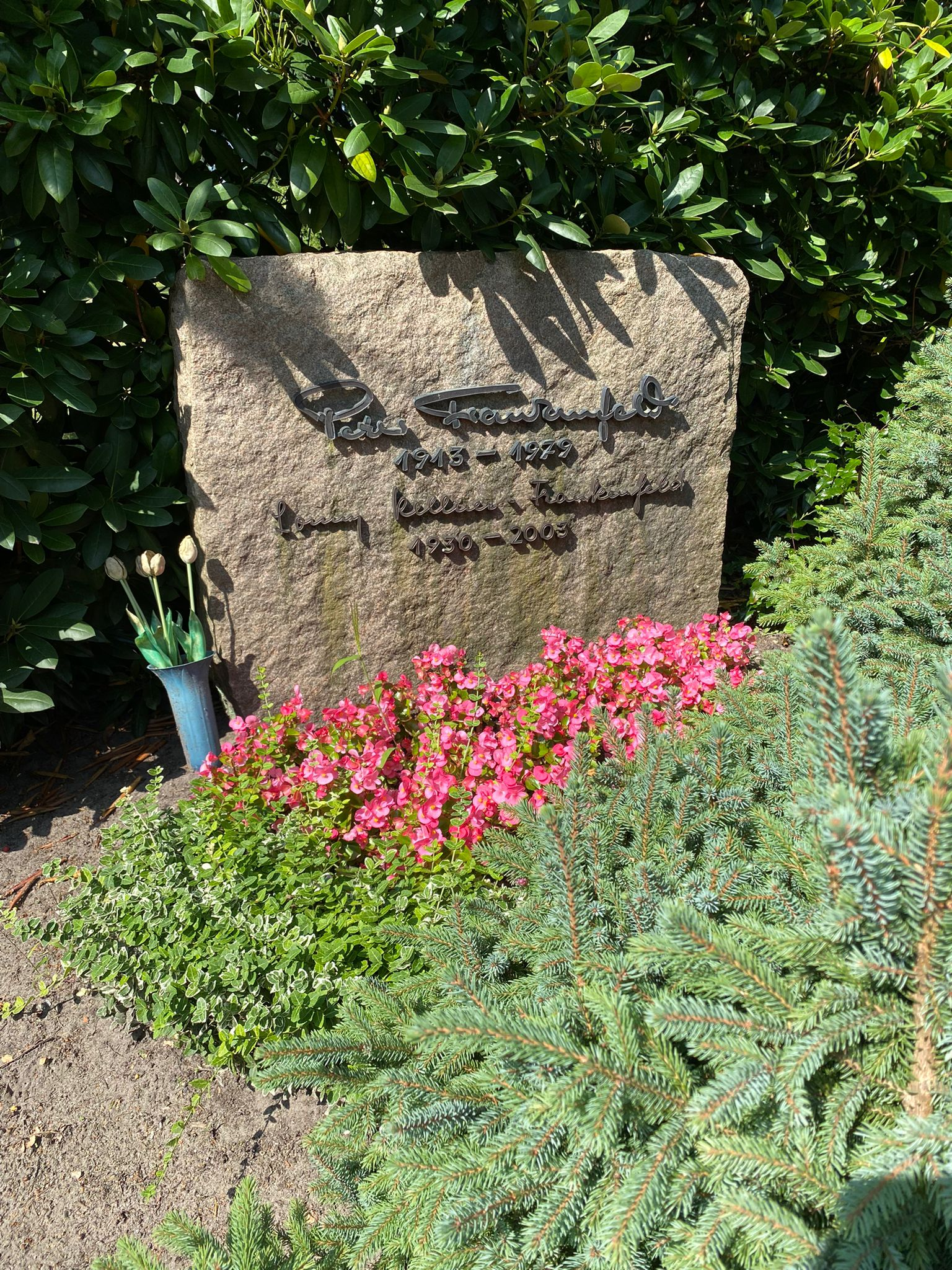
Grabstätte auf dem Friedhof Wedel

1956 heiratete sie Peter Frankenfeld, den sie auf einer gemeinsamen Tournee kennengelernt hatte. Max Schmeling und seine Frau Anny Ondra waren Trauzeugen. Der Violinist Helmut Zacharias spielte Lullaby of Birdland. Frankenfeld adoptierte ihren 1951 geborenen Sohn Thomas, der aus einer früheren Beziehung stammte.
Nach der Heirat standen Lonny Kellner-Frankenfeld und Peter Frankenfeld immer öfter gemeinsam vor Kameras und Mikrofonen, sie absolvierten Shows und Tourneen. In ihrem Haus im holsteinischen Wedel errichteten die Eheleute ein Tonstudio und realisierten dort Sketche für Funk- und TV-Sendungen wie die Duette Bum-Budi-Bum oder Ich bin der Herr im Haus.
Aufgrund der Charts-Erfolge erhielt Lonny Kellner Angebote, um als „Star vom alten Kontinent“ in Amerika zu arbeiten. Sie schlug die entsprechenden, ihr unterzeichnungsbereit vorliegenden Verträge jedoch aus, um weiter an der Seite ihres Mannes leben und arbeiten zu können und nahm auch andere Soloauftritte nicht mehr an. Vielmehr absolvierte sie eine Ausbildung, um auch als Quasi-Sekretärin für ihn tätig sein zu können.
Nach Frankenfelds unerwartetem Tod 1979 arbeitete Kellner-Frankenfeld wieder als Schauspielerin. So stand sie in 39 Folgen der Familienserie Unsere Hagenbecks vor der Kamera und war in Gastspielen in der ZDF-Serie Das Traumschiff zu sehen. Auch spielte sie Hauptrollen in Ein unvergessliches Wochenende und in einer Episode der Heimatgeschichten. Ihre letzte Fernsehrolle hatte sie 2001 in einer Folge des Großstadtreviers.
Zum Andenken an Frankenfeld stiftete Kellner-Frankenfeld im Jahre 2000 den Peter-Frankenfeld-Preis für künstlerische Vielseitigkeit und humanitäres Engagement.

## Tod
Lonny Kellner-Frankenfeld starb 2003 im Alter von 72 Jahren an einem Krebsleiden. Sie hinterließ ihren Sohn und einen Enkel. Sie wurde neben ihrem Mann Peter Frankenfeld auf dem Friedhof Wedel bestattet.

## Filmografie

### Kino
- 1952: Königin der Arena
- 1952: Tanzende Sterne
- 1954: Das ideale Brautpaar
- 1953: Blume von Hawaii
- 1954: Geld aus der Luft
- 1954: Keine Angst vor Schwiegermüttern
- 1955: Musik, Musik und nur Musik
- 1956: Liebe, Sommer und Musik
- 1956: Auf Wiedersehn am Bodensee
- 1992: Otto – Der Liebesfilm

### Fernsehen (Auswahl)
- 1971: Glückspilze (Fernsehfilm)
- 1982: Sonny Boys (TV-Spiel)
- 1983: Das Traumschiff: Amazonas (Fernsehfilm)
- 1986: Ein Heim für Tiere – Dr. Bayers Geheimnis
- 1987: Das Traumschiff: Brasilien (Fernsehfilm)
- 1987: Humor ist Trumpf (TV-Reihe)
- 1988: Die schwebende Jungfrau (Millowitsch-Theater)
- 1991: Unsere Hagenbecks (Fernsehserie)
- 1994: Ein unvergeßliches Wochenende (Fernsehfilm)
- 1997: Heimatgeschichten – Alte Liebe
- 2001: Großstadtrevier – Amok